# Calicogorgia sibogae
Calicogorgia sibogae is een zachte koraalsoort uit de familie Acanthogorgiidae. De koraalsoort komt uit het geslacht Calicogorgia. Calicogorgia sibogae werd in 1941 voor het eerst wetenschappelijk beschreven door Stiasny. 